# Curt Johansson
Curt Johansson, folkbokförd Kurt Erland Johansson, född 24 juli 1942 i Värnamo församling i Jönköpings län, en svensk före detta friidrottare (sprinter). Han tävlade för Wärnamo SK. Han utsågs 1968 till Stor grabb nummer 247 i friidrott.
Han blev svensk mästare på 100 meter 1968 och på 200 meter samma år.

## Personliga rekord
- 100 m (manuell tidtagning): 10,6 s (Ljungby 25 september 1966)[9]
- 100 m (elektrisk tidtagning): 10,82 s (Växjö 16 augusti 1970)[10]
- 200 m (manuell tidtagning): 21,3 s (Växjö 14 augusti 1970)[11]
- 200 m (elektrisk tidtagning): 21,39 s (Växjö 14 augusti 1970)[12]
- 400 m (manuell tidtagning): 47,5 s (Växjö 15 augusti 1970)[13]
- 400 m (elektrisk tidtagning): 47,69 s (Växjö 15 augusti 1970)[14]

### Fotnoter
1. 1 2 3 4 5 6   Svenska Mästerskapen i friidrott 1896-2005. Trångsund: Erik Wiger/TextoGraf Förlag. 2006. ISBN 91-631-9065-6, sid 36
2. 1 2 3 4 5 6   Svenska Mästerskapen i friidrott 1896-2005. Trångsund: Erik Wiger/TextoGraf Förlag. 2006. ISBN 91-631-9065-6, sid 40
3. ↑   Svenska Mästerskapen i friidrott 1896-2005. Trångsund: Erik Wiger/TextoGraf Förlag. 2006. ISBN 91-631-9065-6, sid 44
4. 1 2 3   Svenska Mästerskapen i friidrott 1896-2005. Trångsund: Erik Wiger/TextoGraf Förlag. 2006. ISBN 91-631-9065-6, sid 152
5. 1 2 3 4   Svenska Mästerskapen i friidrott 1896-2005. Trångsund: Erik Wiger/TextoGraf Förlag. 2006. ISBN 91-631-9065-6, sid 159
6. ↑  Sveriges befolkning 1970, CD-ROM, Version 1.04, Sveriges Släktforskarförbund (2002).
7. ↑  friidrott.se:s Stora Grabbar-sida Arkiverad 31 mars 2016 hämtat från the Wayback Machine. Läst 2015-06-24
8. ↑  Stora grabbars märke Läst 2015-06-24
9. ↑   Sverigebästa genom tiderna i friidrott. Trångsund: Bengt Holmberg/TextoGraf Förlag. 2009. ISBN 978-91-977146-3-1, sid 34
10. ↑   Sverigebästa genom tiderna i friidrott. Trångsund: Bengt Holmberg/TextoGraf Förlag. 2009. ISBN 978-91-977146-3-1, sid 18
11. ↑   Sverigebästa genom tiderna i friidrott. Trångsund: Bengt Holmberg/TextoGraf Förlag. 2009. ISBN 978-91-977146-3-1, sid 67
12. ↑   Sverigebästa genom tiderna i friidrott. Trångsund: Bengt Holmberg/TextoGraf Förlag. 2009. ISBN 978-91-977146-3-1, sid 51
13. ↑   Sverigebästa genom tiderna i friidrott. Trångsund: Bengt Holmberg/TextoGraf Förlag. 2009. ISBN 978-91-977146-3-1, sid 89
14. ↑   Sverigebästa genom tiderna i friidrott. Trångsund: Bengt Holmberg/TextoGraf Förlag. 2009. ISBN 978-91-977146-3-1, sid 77